# Малашенков, Григорий Степанович
Григо́рий Степа́нович Малаше́нков (1919—2010) — советский военный штурман, участник Великой Отечественной войны, штурман эскадрильи 745-го бомбардировочного Лодзинского авиационного полка 221-й бомбардировочной Бахмачской ордена Суворова авиадивизии 16-й воздушной армии 1-го Белорусского фронта. Герой Советского Союза (1946).

## Биография
Родился 15 октября 1919 года в деревне Погибелка Ельнинского уезда Смоленской губернии (ныне деревня Подгорное Ельнинского района Смоленской области) в семье крестьянина. С 1937 года член ВЛКСМ. После окончания 10 классов в Ельнинской средней школе № 1 призван в 1939 году в РККА. В том же году направлен в Харьковское военно-авиационное училище, которое через год окончил.

### Великая Отечественная война
В июне 1941 года в звании младшего лейтенанта ушёл на фронт. До марта 1942 года принимал участие в боевых действиях на Юго-Западном, Южном фронтах в районе Донбасса.
С марта 1942 года воевал на Закавказском фронте. 6 сентября 1942 года в бою с шестью «Фокке-Вульф-190» его самолёт был сбит, командир и радист погибли, но стрелок Малашенков приземлился на парашюте, через три дня вернулся в свой полк и встал в строй. За этот бой и другие боевые вылеты, выполненные в 1942 году, стрелок-бомбардир 8-го гвардейского бомбардировочного авиаполка 4-й воздушной армии лейтенант Малашенков награждён в сентябре 1942 года орденом Красной Звезды.
С июня 1943 года эскадрилья Г. С. Малашенкова воевала на Центральном, а затем 1-м Белорусском фронте. Летом 1943 года 8-й ГАП сражался на Курской дуге.
В сентябре 1943 года штурман звена 8-го гвардейского бомбардировочного авиаполка 6-го смешанного авиакорпуса 16-й воздушной армии гвардии старший лейтенант Малашенков награждён орденом Красного Знамени.
В июле 1944 года приказом по 16-й воздушной армии награждён орденом Отечественной войны 1-й степени. В том же году вступил в ВКП(б).
За активную помощь наземным войскам и героизм лётчиков, проявленный при освобождении Лодзи, гвардейскому авиационному полку, в котором служил Г. С. Малашенков, присвоено наименование Лодзинского.
Конец войны гвардии капитан Г. С. Малашенков встретил боевыми вылетами на Берлин.

### Звание Героя
К высшей награде Г. С. Малашенков был представлен в феврале 1945 года. В представлении, подписанном командиром эскадрильи гвардии майором И. П. Яловым, отмечалось, что гвардии капитан Г. С. Малашенков, совершивший к тому времени 320 боевых вылетов на самолётах СБ, Пе-2, «Бостон» (из них на последнем 105), умело применявший свои штурманские знания в сочетании с хладнокровием и выдержкой, отличался исключительными по своей эффективности результатами бомбометания, чем наносил большой урон живой силе и технике противника.
Указом Президиума Верховного Совета СССР от 15 мая 1946 года за образцовое выполнение заданий командования и проявленные мужество и героизм в боях с немецко-фашистскими захватчиками гвардии капитану Г. С. Малашенкову присвоено звание Героя Советского Союза с вручением ордена Ленина и медали «Золотая Звезда».
Всего Г. С. Малашенков совершил 346 боевых вылетов. Четыре раза был сбит, горел, был ранен.

### Послевоенные годы
После войны Г. С. Малашенков продолжил службу в ВВС СССР. В 1952 году окончил Военно-воздушную академию. Проходил службу в должностях старшего штурмана, главного штурмана авиационного полка, дивизии, главного штурмана авиации округа. Служил под Одессой, в Забайкалье, Монголии, Подмосковье, участвовал в создании военно-воздушных сил Алжира.
Уже в мирное время награждён третьим орденом Красной Звезды, вторым орденом Отечественной войны 1-й степени, медалью «За боевые заслуги».
В 1974 году вышел в запас в звании гвардии полковника. С 1980 года работал в УПТО и КПО «Союзгазэнергоремонт» (ныне ДОАО «Центрэнергогаз»).
Умер через несколько недель после 65-летия Победы, 2 июня 2010 года. Похоронен на кладбище в деревне Леониха Щёлковского района Московской области.

## Награды и звания
- Медаль «Золотая Звезда» (1946);
- орден Ленина (1946);
- орден Красного Знамени (1942);
- два ордена Отечественной войны I степени (1944, 1985);
- три ордена Красной Звезды (1942, …, …);
- медаль «За боевые заслуги».
- Заслуженный военный штурман СССР (1970).

## Память
Имя Героя носит школа в Ельне.

Мемориальная доска в Ельне

В Ельне, на здании бывшей гимназии (ныне — школа № 1), Г. С. Малашенкову установлена мемориальная доска.